# Буркхард IV фон Мозбург
Буркхард IV фон Мозбург (на немски: Burkhard IV von Moosburg; † 11 януари ок. 1138) е граф на Мозбург на Изар в Бавария, фогт на Св. Кастулус и Изен.

## Произход
Той е син на граф Буркхард III фон Мозбург († сл. 1133), фогт на Св. Кастулус и Изен, и съпругата му с неизвестно име.
Брат е на Конрад фон Мозбург († 1135?) и на Хайлика фон Мозбург († 10 декември 11??), омъжена за Улрих фон Щайн, фогт на Бибург († 1165), брат на Св. Еберхард фон Бибург архиепископ на Залцбург (1147 – 1164).
През 1021 г. бенедиктинският манастир в Мозбург е прекратен и се образува хорхерен манастир. През 1207 г. графският дворец е унищожен от пожар и голяма част от църквата. През 1281 г. графският род фон Мозбург изчезва със смъртта на праправнук му граф Конрад V фон Мозбург († 19 август 1281).

## Фамилия
Първи брак: с Аделхайд фон Лурнгау († 10 март пр. 1120), дъщеря на граф Удалшалк I фон Лурнгау († 1115) и Емма фон Лехсгемюнд († 1100). Те имат един син:
- Уто фон Мозбург († сл. 1142)

Втори брак: пр. 3 октомври 1102 г. с Гертруд фон Герн († ок. 15 февруари 1175), дъщеря на Адалберт фон Герн. Те имат трима сина:
- Адалберт I фон Мозбург († 3 ноември ок. 1147?)
- Буркхард V фон Мозбург († 11 май 1162, убит в битка при Милано), фогт на „Св. Кастулус“ 1148, женен пр. 17 септември 1161 г. за Бенедикта фон Ронинг († ок. 11 май 1205), дъщеря на граф Конрад II фон Ронинг († 1171)
- ? Хайнрих фон Мозбург († 7 април 11??)